# Teculután
Teculután est une municipalité du Guatemala d'une population de 14.428 habitants d'après le recensement de 2002.